# Cernosvitoviella atrata
Cernosvitoviella atrata är en ringmaskart som först beskrevs av Bretscher 1903.  Cernosvitoviella atrata ingår i släktet Cernosvitoviella och familjen småringmaskar. Arten är reproducerande i Sverige. Inga underarter finns listade i Catalogue of Life.